# Col de la Croix Fry
De Col de la Croix Fry is een bergpas in de Franse Alpen. De pas ligt op de D16 tussen de dorpen Manigod en La Clusaz in het departement Haute-Savoie. De bergpas is vooral bekend vanwege wielrenetappes in de Ronde van Frankrijk waar ze geklasseerd is als een pas van eerste categorie.
De Col de la Croix Fry is vijf keer in de Ronde van Frankrijk opgenomen. De eerste keer was in 1994, de meeste recente keer in 2023.

## Eerste doorkomst op de Col de la Croix Fry tijdens de Tour de France
| Jaar | Etappe | Categorie | Start             | Aankomst                 | Eerste op de pas |
| ---- | ------ | --------- | ----------------- | ------------------------ | ---------------- |
| 1994 | 18     | 1         | Moûtiers          | Cluses                   | Pjotr Oegroemov  |
| 1997 | 15     | 1         | Courchevel        | Morzine                  | Laurent Jalabert |
| 2004 | 17     | 1         | Le Bourg-d'Oisans | Le Grand-Bornand         | Floyd Landis     |
| 2013 | 19     | 1         | Le Bourg-d'Oisans | Le Grand-Bornand         | Rui Costa        |
| 2018 | 10     | 1         | Annecy            | Le Grand-Bornand         | Rudy Molard      |
| 2023 | 15     | 1         | Les Gets          | Saint-Gervais Mont Blanc | Giulio Ciccone   |